# Nidovirales
Nidovirales és un ordre de virus que infecten a vertebrats. Presenten un genoma d'ARN monocatenari de sentit positiu, per la qual cosa s'inclouen en el Grup IV de la Classificació de Baltimore. Comprèn la família Coronaviridae i diverses famílies relacionades com Arteriviridae, Roniviridae i Mesoniviridae.
Aquest ordre conté el virus amb el genoma ARN no segmentant més llarg conegut: el virus de l'hepatitis del ratolí (MHV) que té un genoma de 31,5 kb. El genoma el virus presenta la mateixa estructura que el ARNm eucariota. Per punt, el virus pot utilitzar algunes proteïnes de la cèl·lula hoste durant la replicació i expressió genètica que es produeix en el citoplasma. A diferència de molts altres virus, el virió no conté cap polimerasa posat que el seu genoma pot llegir-se directament quan entra per primera vegada en la cèl·lula hoste com si fos ARNm.
En aquest grup de virus, les proteïnes estructurals s'expressen separadament de les no estructurals. Les proteïnes estructurals es codifiquen a la regió 3' del genoma i s'expressen a partir d'un conjunt ARNm subgenòmic. Els virus codifiquen una proteasa principal i entre una i tres proteases accessòries que estan principalment involucrades en l'expressió dels gens replicasa. Aquestes proteases també són responsables de l'activació/desactivació de proteïnes específiques en l'instant correcte del cicle vital del virus i així garantir que la replicació es produeix al moment oportú. Encara hi ha un gran nombre de proteïnes que han estat identificades en els genomes dels Nidovirales però la funció dels quals encara es desconeix.

## Classificació
Es reconeixen les subordres i famílies següents (terminacions -Virineae són subordres i -viridae, famílies):
- Abnidovirineae
  - Abyssoviridae
- Arnidovirineae
  - Arteriviridae
  - Cremegaviridae
  - Gresnaviridae
  - Olifoviridae
- Cornidovirineae
  - Coronaviridae
- Mesnidovirineae
  - Medioniviridae
  - Mesoniviridae
- Monidovirineae
  - Mononiviridae
- Nanidovirinae
  - Nanghoshaviridae
  - Nanhypoviridae
- Ronidovirineae
  - Euroniviridae
  - Roniviridae
- Tornidovirineae
  - Tobaniviridae